# تيو أنطونيو
تيو أنطونيو هو كاتب فلبيني، ولد في 1946.